# ريتشارد في. توماس
ريتشارد في. توماس (بالإنجليزية: Richard V. Thomas)‏ هو محامي وقاضي وضابط أمريكي، ولد في 11 أكتوبر 1932 في سوبريور في الولايات المتحدة، وتوفي في 4 سبتمبر 2010 في ألباكركي في الولايات المتحدة.